# 六坡水库
六坡水库是中国广西壮族自治区河池市宜州市境内的一座水库，位于龙江支流五拱河上，建于1958年。水库正常库容为2097万立方米，集雨面积为203平方千米，海拔为190.33米。